# Route 3A (Alberta)
Pour les articles homonymes, voir Route 3A.
La Route 3A est la désignation de quatre routes alternatives de la route 3 dans le sud de l'Alberta. Les quatre segments sont tous d'anciens tracés de la route 3, aussi connue comme la Route Crowsnest.

## Lundbreck
De l'ouest à l'est, le premier segment de la route 3A débute à l'ouest de l'intersection entre la route 3 et la route 22, à l'est de Burmis, et se termine à l'est de cette intersection, à l'ouest de Lundbreck. Ce segment de 3,60 km (2,20 mi) traverse la rivière Crowsnest et permet d'accéder aux Lundbreck Falls. La route a été créée en 1967 lorsque la route 3 a été déplacée sur un nouveau pont au-dessus de la rivière Crowsnest.

## Monarch
Le deuxième segment de la route 3A fait 6,80 km (4,20 mi) de long, débutant 21 km (13 mi) à l'est de Fort Macleod. La route 3A se sépare de la route 3 en se dirigeant vers le nord et traverse le hameau de Monarch le long du chemin de fer du Canadien Pacifique, avant de rejoindre et de prendre fin à la jonction avec la route 23, laquelle rejoint la route 3 à 19 km (12 mi) à l'ouest de Lethbridge. La route a été créée en 1996 lorsque la route 3 a été doublée et déplacée dans le secteur.

### Intersections majeures
| Municipalité rurale / spécialisée                  | Ville   | km   | Destinations                    | Notes                                                                                |
| -------------------------------------------------- | ------- | ---- | ------------------------------- | ------------------------------------------------------------------------------------ |
| M.D. Willow Creek No 26                            |         | 0,00 | AB-3 – Lethbridge, Fort Macleod |                                                                                      |
| Limite M.D. Willow Creek No 26–Comté de Lethbridge |         | 1,50 | Traverse la rivière Oldman      | Traverse la rivière Oldman                                                           |
| Comté de Lethbridge                                | Monarch | 5,50 | AB-23 nord – Vulcan             | Terminus ouest du multiplex avec l'AB-23                                             |
| Comté de Lethbridge                                | Monarch | 6,80 | AB-3 est – Lethbridge           | Sortie direction est, entrée direction ouest; terminus est du multiplex avec l'AB-23 |
| - Terminus de multiplex - Accès incomplet          |         |      |                                 |                                                                                      |

## Lethbridge
Le troisième segment de la route 3A donne accès à West Lethbridge. Elle dévie de la route 3 au sud-est de Coalhurst, dans un échangeur partiel et ne parcourt que 650 m (2 130 ft) dans le Comté de Lethbridge avant de se terminer aux limites de Lethbridge et de poursuivre sa route comme Westside Drive en étant non-indiquée. Il s'agit en fait d'un résiduel de l'ancienne route de 6 km (4 mi) qui empruntait les actuelles Westside Drive et Bridge Drive et constituait l'approche originale de la route 3 vers le pont enjambant la rivière Oldman. La route a été créée en 1966 lorsque la route 3 a été doublée et déplacée,. Toute la route, à l'exception du segment le plus à l'ouest, a été déclassé lorsque la zone a été annexée par la ville de Lethbridge au milieu des années 1980.

## Barnwell
Le quatrième segment est également un tracé original de la route 3, passant par le centre de Barnwell. La route contourne désormais la municipalité par le sud, depuis 2000, lorsqu'elle a été doublée jusqu'à Taber,.